# AER HFR
El AER HFR, fabricado por Ataka Engineering o AER, es un kit car réplica del Lancia Stratos. 

## Motorización
El AER HFR puede emplear diversos motores, cambiando la denominación del modelo.
- HFR2000: Motor Nissan SR20E, cuatro cilindros en línea, 16 válvulas.
- HFR2000 Type II: Motor Toyota 3S-GTE, cuatro cilindros en línea, 16 válvulas.
- HFR3200 Type II: Motor Honda C32B, seis cilindros en V, 24 válvulas.

## Chasis
Originalmente, Ataka Engineering era el distribuidor de Hawk Cars en Asia, pero pasó a construir directamente el modelo Hawk HF bajo pedido de sus clientes, empleando un motor Nissan y utillajes de Mazda para el resto de los componentes, como luces, frenos o dirección, entre otros. Es destacable la opción del aire acondicionado, no disponible en los Hawk, ni por supuesto en los Stratos. Otro detalle curioso es que los HFR tienen la dirección a la izquierda, pese a ser ensamblados en Japón, donde los automóviles la tienen a la derecha.
Si bien el HFR2000 es un Hawk con motor Nissan, con su siguiente modelo, el HFR2000 Type II motorizado por Toyota, el número de componentes de origen japonés es mayor, contando con un cuidado interior y un frontal rediseñado, lo que se ve incrementado en el HFR3200, con el motor de los Honda NSX, en el que desaparecen los característicos faros escamoteables.